# 史春梦
史春梦，第三军医大学全军复合伤研究所教授、副所长。主要从事组织修复与再生的基础和转化研究。史春梦曾承担973等重点课题，还曾入选中国教育部长江学者特聘教授、新世纪优秀人才支持计划。。